# Eopolydiexodina
Eopolydiexodina es un género de foraminífero bentónico de la subfamilia Polydiexodininae, de la familia Schwagerinidae, de la superfamilia Fusulinoidea, del suborden Fusulinina y del orden Fusulinida. Su especie tipo es Polydiexodinina afghanensis. Su rango cronoestratigráfico abarca el Kunguriense medio (Pérmico medio).

## Discusión
Clasificaciones más recientes incluyen Eopolydiexodina en la superfamilia Schwagerinoidea, y en la subclase Fusulinana de la clase Fusulinata.

## Clasificación
Eopolydiexodina incluye a las siguientes especies:
- Eopolydiexodina afghanensis †
- Eopolydiexodina bandoi †
- Eopolydiexodina panfilovae †
- Eopolydiexodina shabalkini †

En Eopolydiexodina se ha considerado el siguiente subgénero:
- Eopolydiexodina (Bidiexodina), también considerado como género Bidiexodina